# Lonchaea
Lonchaea är ett släkte av tvåvingar. Lonchaea ingår i familjen stjärtflugor.

## Bildgalleri

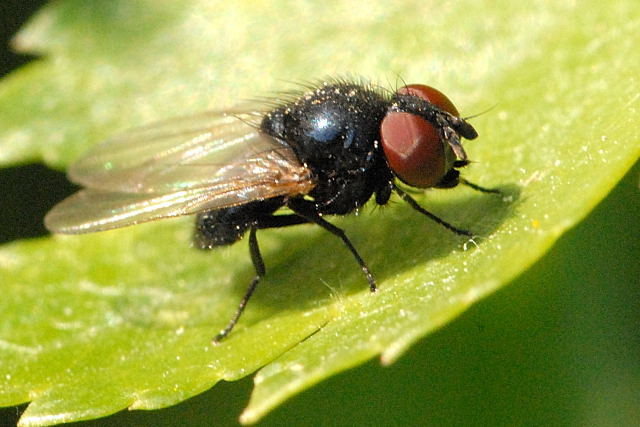
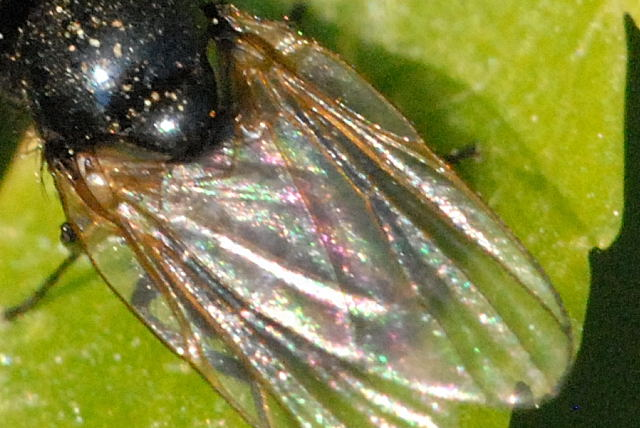

## Dottertaxa tillLonchaea, i alfabetisk ordning[1][2]
- Lonchaea absenta
- Lonchaea aculeata
- Lonchaea affinis
- Lonchaea aithohirta
- Lonchaea alameda
- Lonchaea albidala
- Lonchaea albigena
- Lonchaea albimanus
- Lonchaea albitarsis
- Lonchaea alexanderi
- Lonchaea andina
- Lonchaea andrei
- Lonchaea angustitarsis
- Lonchaea apricaria
- Lonchaea arrogata
- Lonchaea asymmetrica
- Lonchaea atraposa
- Lonchaea atritarsis
- Lonchaea atronitens
- Lonchaea auranticornis
- Lonchaea avida
- Lonchaea baliola
- Lonchaea ballerina
- Lonchaea belua
- Lonchaea biarmata
- Lonchaea bicoloricornis
- Lonchaea britteni
- Lonchaea bruggeri
- Lonchaea bukowskii
- Lonchaea caerulea
- Lonchaea caledonica
- Lonchaea carpathica
- Lonchaea carpatica
- Lonchaea caucasica
- Lonchaea chalybea
- Lonchaea chinensis
- Lonchaea chorea
- Lonchaea choreoides
- Lonchaea cilicornis
- Lonchaea claripennis
- Lonchaea collini
- Lonchaea coloradensis
- Lonchaea comitata
- Lonchaea conicoura
- Lonchaea contigua
- Lonchaea continentalis
- Lonchaea contraria
- Lonchaea cornigera
- Lonchaea corticis
- Lonchaea corusca
- Lonchaea cristula
- Lonchaea cuneifrons
- Lonchaea curiosa
- Lonchaea cyanconitens
- Lonchaea dasyscutella
- Lonchaea defecta
- Lonchaea deleoni
- Lonchaea desantisi
- Lonchaea deutschi
- Lonchaea dichaeta
- Lonchaea didymosa
- Lonchaea difficilis
- Lonchaea dunni
- Lonchaea earomyoides
- Lonchaea echinapinna
- Lonchaea enderleini
- Lonchaea fangi
- Lonchaea flavipedulis
- Lonchaea flavipennis
- Lonchaea flectaverpa
- Lonchaea flemingi
- Lonchaea formosa
- Lonchaea foxleei
- Lonchaea fraxina
- Lonchaea freyi
- Lonchaea fugax
- Lonchaea fulvicornis
- Lonchaea furnissi
- Lonchaea gachilbong
- Lonchaea germanica
- Lonchaea gigantea
- Lonchaea gorodkovi
- Lonchaea grandiseta
- Lonchaea griseochalybea
- Lonchaea hackmani
- Lonchaea haplosetifera
- Lonchaea helvetica
- Lonchaea hesperia
- Lonchaea heterosa
- Lonchaea hilli
- Lonchaea hirta
- Lonchaea hirticeps
- Lonchaea hoppingi
- Lonchaea hyalipennis
- Lonchaea iberica
- Lonchaea ignicornis
- Lonchaea impressifrons
- Lonchaea incisurata
- Lonchaea intermedia
- Lonchaea iona
- Lonchaea ipsiphaga
- Lonchaea iridala
- Lonchaea johnseyi
- Lonchaea ketiosa
- Lonchaea krivosheinae
- Lonchaea lambiana
- Lonchaea languida
- Lonchaea laticornis
- Lonchaea laxa
- Lonchaea leucostoma
- Lonchaea leviscuta
- Lonchaea limatula
- Lonchaea linefacies
- Lonchaea lineola
- Lonchaea longicornis
- Lonchaea longistyla
- Lonchaea luctuosa
- Lonchaea luteala
- Lonchaea macrocercosa
- Lonchaea magnicornis
- Lonchaea malaysia
- Lonchaea mallochi
- Lonchaea mamaevi
- Lonchaea maniola
- Lonchaea marshalli
- Lonchaea martini
- Lonchaea marylandica
- Lonchaea mcalpinei
- Lonchaea mcalpineiana
- Lonchaea megacera
- Lonchaea micula
- Lonchaea minuta
- Lonchaea mussoorie
- Lonchaea nanella
- Lonchaea neatosa
- Lonchaea nebulosa
- Lonchaea nexosa
- Lonchaea nigrociliata
- Lonchaea nimiseta
- Lonchaea nitens
- Lonchaea nitidissima
- Lonchaea niveisquama
- Lonchaea nudifemorata
- Lonchaea obscuritarsis
- Lonchaea orbitalis
- Lonchaea orchidearum
- Lonchaea oreadis
- Lonchaea orsitesa
- Lonchaea palpata
- Lonchaea palposa
- Lonchaea paragonica
- Lonchaea patens
- Lonchaea peregrina
- Lonchaea perfidia
- Lonchaea pilifrons
- Lonchaea pleuriseta
- Lonchaea polita
- Lonchaea polyhamata
- Lonchaea populnea
- Lonchaea postica
- Lonchaea pugionata
- Lonchaea pumila
- Lonchaea pusillula
- Lonchaea ragnari
- Lonchaea reidi
- Lonchaea relaxa
- Lonchaea retalionis
- Lonchaea rossica
- Lonchaea ruficornis
- Lonchaea rugipilosa
- Lonchaea sabroskyi
- Lonchaea scutellaris
- Lonchaea seitneri
- Lonchaea sequela
- Lonchaea serrata
- Lonchaea setapleura
- Lonchaea sibirica
- Lonchaea silbacola
- Lonchaea silvula
- Lonchaea simulata
- Lonchaea sorocula
- Lonchaea sororcula
- Lonchaea spicata
- Lonchaea stackelbergi
- Lonchaea stigmatica
- Lonchaea striatifrons
- Lonchaea subhirta
- Lonchaea subneatosa
- Lonchaea sylvatica
- Lonchaea taigana
- Lonchaea tannuolae
- Lonchaea tanypilosa
- Lonchaea tarantella
- Lonchaea tarsata
- Lonchaea tenuicornis
- Lonchaea teratosa
- Lonchaea tibialis
- Lonchaea togoensis
- Lonchaea trinalis
- Lonchaea triplaris
- Lonchaea trita
- Lonchaea ultima
- Lonchaea uniseta
- Lonchaea ursina
- Lonchaea urubambana
- Lonchaea ussuriensis
- Lonchaea vagans
- Lonchaea watsoni
- Lonchaea vernicina
- Lonchaea wiedemanni
- Lonchaea winnemanae
- Lonchaea viriosa
- Lonchaea vockerothi
- Lonchaea xylophila
- Lonchaea zetterstedti